# My Generation
My Generation — дебютний студійний альбом британського рок-гурту «The Who», випущений лейблом «Brunswick Records» у Великій Британії в грудні 1965 року. У США альбом вийшов на лейблі «Decca Records» у квітні 1966 року під назвою «The Who Sings My Generation» із іншою обкладинкою та іншим розташуванням пісень.

## Список композицій
Музика і слова Піта Таунсенда, якщо не вказано інакше.

### My Generation
| Сторона 1 | Сторона 1           | Сторона 1    | Сторона 1  |
| #         | Назва               | Автор        | Тривалість |
| --------- | ------------------- | ------------ | ---------- |
| 1.        | «Out in the Street» |              | 2:31       |
| 2.        | «I Don't Mind»      | Джеймс Браун | 2:36       |
| 3.        | «The Good's Gone»   |              | 4:02       |
| 4.        | «La-La-La-Lies»     |              | 2:17       |
| 5.        | «Much Too Much»     |              | 2:47       |
| 6.        | «My Generation»     |              | 3:18       |

| Сторона 2 | Сторона 2                | Сторона 2                                     | Сторона 2  |
| #         | Назва                    | Автор                                         | Тривалість |
| --------- | ------------------------ | --------------------------------------------- | ---------- |
| 7.        | «The Kids Are Alright»   |                                               | 3:04       |
| 8.        | «Please, Please, Please» | Джеймс Браун, Джоні Террі                     | 2:45       |
| 9.        | «It's Not True»          |                                               | 2:31       |
| 10.       | «I'm a Man»              | Бо Діддлі                                     | 3:21       |
| 11.       | «A Legal Matter»         |                                               | 2:48       |
| 12.       | «The Ox»                 | Таунсенд, Джон Ентвісл, Кіт Мун, Нікі Гопкінс | 3:50       |

### The Who Sings My Generation
| Сторона 1 | Сторона 1           | Сторона 1 | Сторона 1  |
| #         | Назва               | Автор     | Тривалість |
| --------- | ------------------- | --------- | ---------- |
| 1.        | «Out in the Street» |           | 2:31       |
| 2.        | «I Don't Mind»      | Браун     | 2:36       |
| 3.        | «The Good's Gone»   |           | 4:02       |
| 4.        | «La-La-La-Lies»     |           | 2:17       |
| 5.        | «Much Too Much»     |           | 2:46       |
| 6.        | «My Generation»     |           | 3:18       |

| Сторона 2 | Сторона 2                 | Сторона 2  |
| #         | Назва                     | Тривалість |
| --------- | ------------------------- | ---------- |
| 1.        | «The Kids Are Alright»    | 2:46       |
| 2.        | «Please, Please, Please»  | 2:45       |
| 3.        | «It's Not True»           | 2:31       |
| 4.        | «The Ox»                  | 3:50       |
| 5.        | «A Legal Matter»          | 2:48       |
| 6.        | «Instant Party (Circles)» | 3:12       |

### Делюкс видання
| Диск 1 | Диск 1                                                                                          | Диск 1                          | Диск 1     |
| #      | Назва                                                                                           | Автор                           | Тривалість |
| ------ | ----------------------------------------------------------------------------------------------- | ------------------------------- | ---------- |
| 1.     | «Out in the Street»                                                                             |                                 | 2:32       |
| 2.     | «I Don't Mind»                                                                                  | Браун                           | 2:33       |
| 3.     | «The Good's Gone» (без двохстороннього вокалу)                                                  |                                 | 4:00       |
| 4.     | «La-La-La Lies» (без двохстороннього вокалу)                                                    |                                 | 2:18       |
| 5.     | «Much Too Much» (без двохстороннього вокалу)                                                    |                                 | 2:45       |
| 6.     | «My Generation» (без лід-гітари; оригінальний запис у моно-форматі доступний на другому диску)  |                                 | 3:21       |
| 7.     | «The Kids Are Alright» (без двохстороннього вокалу)                                             |                                 | 3:10       |
| 8.     | «Please, Please, Please»                                                                        | Браун, Террі                    | 2:46       |
| 9.     | «It's Not True»                                                                                 |                                 | 2:34       |
| 10.    | «I'm a Man» (завершується закінченням)                                                          | Дідлі                           | 3:23       |
| 11.    | «A Legal Matter» (без лід-гітари; оригінальний запис у моно-форматі доступний на другому диску) |                                 | 2:54       |
| 12.    | «The Ox» (завершується закінченням)                                                             | Таунсенд, Мун, Ентвісл, Гопкінс | 3:58       |
| 13.    | «Circles (Instant Party)» (без валторна та двохстороннього вокалу)                              |                                 | 3:13       |
| 14.    | «I Can't Explain» (без бубна)                                                                   |                                 | 2:04       |
| 15.    | «Bald Headed Woman»                                                                             | Шел Тальмі                      | 2:32       |
| 16.    | «Daddy Rolling Stone» (альтернативна версія запису міститься у Thirty Years of Maximum R&B)     | Отіс Блеквел                    | 2:55       |

| Диск 2 | Диск 2                                                                               | Диск 2                                       | Диск 2     |
| #      | Назва                                                                                | Автор                                        | Тривалість |
| ------ | ------------------------------------------------------------------------------------ | -------------------------------------------- | ---------- |
| 1.     | «Leaving Here» (альтернативна версія запису міститься у Thirty Years of Maximum R&B) | Холланд — Дозьє — Холланд                    | 2:50       |
| 2.     | «Lubie (Come Back Home)»                                                             | Пол Ревір, Марк Ліндсей                      | 3:40       |
| 3.     | «Shout and Shimmy»                                                                   | Браун                                        | 3:20       |
| 4.     | «(Love Is Like A) Heat Wave»                                                         | Холланд — Дозьє — Холланд                    | 2:41       |
| 5.     | «Motoring»                                                                           | Айві Чжо Гантер, Філ Джонс, Вільям Стівенсон | 2:52       |
| 6.     | «Anytime You Want Me»                                                                | Гарнет Міммс                                 | 2:38       |
| 7.     | «Anyway, Anyhow, Anywhere» (альтернативний варіант)                                  | Таунсенд, Роджер Далтрі                      | 2:43       |
| 8.     | «Instant Party Mixture»                                                              |                                              | 3:24       |
| 9.     | «I Don't Mind» (повна версія)                                                        | Браун                                        | 3:44       |
| 10.    | «The Good's Gone» (повна версія)                                                     |                                              | 4:29       |
| 11.    | «My Generation» (інструментальна версія)                                             |                                              | 3:27       |
| 12.    | «Anytime You Want Me» (А капела версія)                                              | Міммс                                        | 2:29       |
| 13.    | «A Legal Matter» (моно версія)                                                       |                                              | 2:49       |
| 14.    | «My Generation» (моно версія)                                                        |                                              | 3:18       |